# آن‌کی (تین‌بیئن)
قصبه آن‌کی (به ویتنامی: Xã An Cư) یک قصبه در ویتنام است که در تابعیت شهرک تین‌بیئن، در استان آن‌جانگ می‌باشد.